# Hortus Bulborum
De Hortus Bulborum is een gespecialiseerde plantentuin (hortus botanicus) in Limmen, Noord-Holland, waar bol- en knolgewassen zijn aangeplant. Het uitdrukkelijke doel van de tuin is het behoud van historische rassen van tulpen, hyacinten, narcissen, krokussen en andere bol- en knolgewassen.
De hortus wordt beheerd door de Stichting Hortus Bulborum en is gevestigd aan de Zuidkerkenlaan 23a in Limmen, in de "Museale Hoek".

## Geschiedenis
In 1924 begon Pieter Boschman met het verzamelen van oude bolgewassen in zijn tuin. Pieter Boschman was "bovenmeester" (hoofdonderwijzer) in Limmen en gaf in de avonduren land- en tuinbouwcursussen. Hij woonde in de schoolmeesterswoning bij het negentiende-eeuwse schooltje op de hoek van de Schoolweg en de Zuidkerkenlaan in Limmen, naast de hervormde kerk. Hij zag met lede ogen aan hoe historische tulpenrassen dreigden uit te sterven.
Toen hij vier jaar tulpen had verzameld was z'n tuin vol.
In 1928 richtte Boschman en de hyacintenveredelaar Willem de Mol de Hortus Bulborum op. Ze planten hun collectie op een perceel van Nicolaas Blokker, bollenkweker en exporteur in Akersloot. Zestig jaar later verhuisde Van Hof & Blokker naar Heiloo, en de Hortus verhuisde mee.

## Collectie
De verzameling bevat een zeer groot aantal verschillende bolgewassen: meer dan 2650 tulpen, 100 hyacinten en krokussen, circa 1100 narcissen en  25 verschillende Fritillaria's.
De oudste gekweekte tulp in de collectie, de enkele vroege tulp 'Duc van Tol Red and Yellow' stamt uit 1595. De oudste gekweekte narcis, de Dubbele Kampernelle, ook wel bekend als Narcissus 'Alba Odorus Plenus', kennen we al sinds 1601. De oudste Fritillaria: F. imperialis 'Prolifera' (keizerskroon) zou zelfs al in 1577 zijn gesignaleerd.

### Tulpen
De tulpen in Hortus Bulborum zijn geplant in negentien groepen.
- groep 1: deze groep omvat de Duc van Tol tulpen; lage, vroegbloeiende tulpen.
- groep 2: de tweede groep omvat de enkele vroege tulpen; zeer kleurrijke tulpen (met zes bloembladen), met als oudste vertegenwoordiger 'Lac van Rijn', uit 1620.
- groep 3: de dubbele vroege tulpen waartoe de lichtroze 'Murillo' behoort (en meer dan 80 mutanten ervan).
- groep 4: de Mendeltulpen, genoemd naar Gregor Mendel; hij kruiste cultivars uit groep 1 met tulpen uit groep 7.
- groep 5: de Triumphtulpen, ontstaan door kruising van tulpen uit groep 2 met die uit groep 7; in totaal is er van deze tulpen ongeveer 6000 hectare in cultuur, waarmee het de grootste groep is.
- groep 6: de Darwinhybridentulpen, ontstaan uit kruisingen van Darwintulpen met selecties van Tulipa fosteriana (groep 17).
- groep 7: de Darwintulpen, genoemd naar Charles Darwin en oorspronkelijk afkomstig uit Vlaanderen; de tulpen uit deze groep zijn van groot belang geweest voor het kweken van tulpen uit groep 4, 5, 6 en 14.
- groep 8: de enkele late tulpen of cottagetulpen; laatbloeiende tulpen die werden gevonden bij Engelse arbeiderswoningen (cottages).
- groep 9: de leliebloemige tulpen met lange, smalle, puntige bloemen.
- groep 10: de gefranjerde of crispatulpen met over de volle lengte fijn ingesneden bloembladeren.
- groep 11: de Viridiflora tulpen; een kleine groep met veel groen in de bloemkleur.
- groep 12: de Rembrandttulpen; tulpen met "gevlamde bloemen".
- groep 13: de parkiettulpen; tulpen met mutaties in de bloemvorm.
- groep 14: de dubbele late tulpen (pioenbloemige tulpen).
- groep 15: de Breedertulpen, vroeger ook wel aangeduid als "Hollandse éénkleuren"; ze bloeien meestal laat, soms pas in de tweede helft van mei. Tegenwoordig bijna niet meer in cultuur.
- groep 16: Tulipa kaufmanniana, aan het eind van de negentiende eeuw ontdekt door de plantenjager Eduard von Regel in Centraal-Azië. Inmiddels met veel cultivars.
- groep 17: Tulipa fosteriana, felrood van kleur en eveneens afkomstig uit Centraal-Azië.
- groep 18: Tulipa greigii, oranjerood; met een groot aantal rassen.
- groep 19: de overige soorten (species) in grote verscheidenheid.

### Krokussen
De krokussen zijn een wat kleinere collectie van Hortus Bulborum met ongeveer 100 soorten/cultivars.

### Narcissen
Het sortiment narcissen in Hortus Bulborum stamt vooral uit het begin en het midden van de negentiende eeuw en telt ruim 1100 cultivars.

### Hyacinten
Een kleine collectie van Hortus Bulborum vormen de hyacinten, met ongeveer 100 cultivars. Deze zijn vrijwel allemaal historisch, daterend uit het begin van de negentiende eeuw.